# Bohumil Doležal
Bohumil Doležal (* 17. ledna 1940 Praha) je český literární kritik, politický komentátor, publicista a vysokoškolský učitel. Za normalizace disident a signatář Charty 77, po sametové revoluci politik menších pravicových stran Československá demokratická iniciativa a Liberálně demokratická strana, poslanec Sněmovny lidu a Sněmovny národů Federálního shromáždění, po vzniku samostatné České republiky politický poradce premiéra Václava Klause. Blízký spolupracovník Jana Lopatky a Emanuela Mandlera.

## Biografie
Narodil se v Praze, v roce 1962 ukončil studia germanistiky a německého jazyka na Filozofické fakultě Univerzity Karlovy. V letech 1964 až 1965 a 1968 až 1969 působil jako literární kritik v časopisu Tvář, a to vždy až do doby, kdy bylo vydávání tohoto časopisu v roce 1965 a po druhé v roce 1969 zastaveno. Za normalizace nejprve pracoval v dělnických profesích a následně, a to až do roku 1989, jako počítačový programátor. Společně s Janem Lopatkou podepsal jako jeden z prvních již v prosinci 1976 dokument Charty 77.
V lednu 1990 nastoupil jako poslanec za formaci Československá demokratická iniciativa v rámci procesu kooptací do Federálního shromáždění po sametové revoluci do Sněmovny lidu (volební obvod č. 8 – Praha 6). Československá demokratická iniciativa navazovala na předlistopadovou opoziční platformu Demokratická iniciativa utvořenou v roce 1986, jež již 11. listopadu 1989 požádala o oficiální registraci. Doležal patřil k jejím hlavním představitelům (tajemník a místopředseda). Československá demokratická iniciativa se pak během roku 1990 přejmenovala na Liberálně demokratickou stranu spolupracující s Občanským fórem. Ve svobodných volbách roku 1990 přešel Doležal do Sněmovny národů, nyní jako poslanec za Občanské fórum (volební obvod Praha). V rámci OF patřil k předákům pravicové skupiny Liberálně demokratické strany (místopředsedou LDS byl do podzimu 1991). Počátkem roku 1992 ovšem přestoupil do ODS (ODS se již předtím v roce 1991 neúspěšně pokoušela s politiky LDS dojednat integraci obou subjektů). Ve federálním parlamentu setrval do konce volebního období, tedy do voleb roku 1992. V letech 1992–1993 pracoval jako šéf týmu poradců Václava Klause, jenž v té době působil ve funkci předsedy vlády České republiky. V září 1994 ovšem na protest proti politice strany z ODS vystoupil.
Působí jako nezávislý publicista, v letech 1993-2002 přednášel na Institutu politologických studií Fakulty sociálních věd Univerzity Karlovy. Od roku 2000 zveřejňuje komentáře k politickému dění ve vlastním internetovém zápisníku Události. Často se zabývá kritikou Benešových dekretů, obhajobou nároků vysídlených sudetských Němců a kritikou některých rozšířených představ o české státnosti. V roce 2013 vydal knihu Karel Havlíček. Portrét novináře. Téhož roku spoluzaložil Klub na obranu demokracie (KOD), jehož byl do října 2022 předsedou. V roce 2014 vyšel výbor jeho komentářů pod názvem Události.
Laureát Ceny Revolver Revue za rok 2011. 